# 七小罗汉
七小罗汉（英语译名：Seven Arhat），2010年7月23日上映于中国大陆的动作喜剧电影。该片由傅华阳执导，曾志伟、陈思成、牛萌萌等众明星主演，电影讲述的是寺院的一位大师以及七个小和尚与大城市来的盗墓团伙展开斗争，最终捍卫家园保护寺院宝藏的故事，本片由上海炫动传播股份有限公司全额投资制作，凭借功夫和喜剧两大卖点，以首日156万元和首周末518万元，刷新国产儿童电影上映首日票房和首周末票房两项纪录。。

## 剧情
休休大师和七个弟子“多”、“来”、“咪”、“发”、“嗦”、“啦”、“西”利用音律心法自创“北斗七星罗汉阵”。休休大师出山门给病人看病时，黑帮大佬九纹龙、蛇蝎美女小巫，金刚打手大傻和科学怪人四人持藏宝图来到佛寺。双方展开了护宝和夺宝的激烈战斗，九纹龙炸毁寺院，并挟持“发”找到寺院的宝藏黄金圣衣。九纹龙得到黄金圣衣后刀枪不入，七个小和尚被打败落入寺院山下的深潭。他们再次认真修炼“北斗七星罗汉阵”，并最终打败九纹龙，夺回宝藏黄金圣衣。

## 演员
| 姓名   | 角色     | 备注 |
| ------ | -------- | ---- |
| 曾志伟 | 休休大师 |      |
| 王浩   | 哆       |      |
| 张真   | 来       |      |
| 贾惠景 | 咪       |      |
| 王劲   | 发       |      |
| 赵一龙 | 嗦       |      |
| 王怡东 | 啦       |      |
| 傅家缘 | 西       |      |
| 陈思成 | 九纹龙   |      |
| 牛萌萌 | 小巫     |      |
| 王东方 | 科学怪人 |      |
| 马健   | 大傻     |      |

## 幕后花絮
据傅华阳导演称，影片的灵感来源于日本著名导演黑泽明的《七武士》，《七武士》这部电影中的武士刚好也是七个，《七小罗汉》影片同时还借鉴了一些经典电影的架构，电影故事的创意来自于少林寺的七星拳，该片在同题材中投资很大，运用了三维动画、航拍和200多个特效镜头。拍摄场景按照迪斯尼电影的模式来运作，电影用功夫加喜剧的方式来混搭拍摄，是影片的主要看点。。

## 评价
- 《搜狐网》：《七小罗汉》是中国版《小鬼当家》。[6]

- 《新京报》：《七小罗汉》播出之时，正逢《唐山大地震》播出，是悲情之外的消夏良品。[7]